# USS Wyffels (DE-6)
USS Wyffels  (DE-6) là một tàu hộ tống khu trục lớp Evarts được Hải quân Hoa Kỳ chế tạo trong Chiến tranh Thế giới thứ hai. Nó là chiếc tàu chiến duy nhất của Hải quân Mỹ được đặt theo tên thủy thủ Lawrence Edward Wyffels (1915-1942), người phục vụ trên tàu sân bay Enterprise (CV-6), đã tử trận trong Trận chiến quần đảo Santa Cruz và được truy tặng Huân chương Ngôi sao Bạc. Nó đã phục vụ cho đến khi chiến tranh kết thúc, xuất biên chế vào ngày 28 tháng 8 năm 1945, và được chuyển cho Đài Loan. Nó tiếp tục phục vụ cùng Hải quân Trung Hoa dân quốc như là chiếc ROCS Tai Kang (F-21) cho đến khi bị tháo dỡ vào năm 1972. Wyffels  được tặng thưởng một Ngôi sao Chiến trận do thành tích phục vụ trong Thế Chiến II.

## Thiết kế và chế tạo
Những chiếc thuộc lớp tàu khu trục Evarts có chiều dài chung 289 ft 5 in (88,21 m), mạn tàu rộng 35 ft 1 in (10,69 m) và độ sâu mớn nước khi đầy tải là 8 ft 3 in (2,51 m). Chúng có trọng lượng choán nước tiêu chuẩn 1.140 tấn Anh (1.160 t); và lên đến 1.430 tấn Anh (1.450 t) khi đầy tải. Hệ thống động lực bao gồm bốn động cơ diesel General Motors Kiểu 16-278A nối với bốn máy phát điện để vận hành hai trục chân vịt; công suất 6.000 hp (4.500 kW) cho phép đạt được tốc độ tối đa 21 kn (24 mph; 39 km/h), và có dự trữ hành trình 4.150 nmi (4.780 mi; 7.690 km) khi di chuyển ở vận tốc đường trường 12 kn (14 mph; 22 km/h).
Vũ khí trang bị bao gồm ba pháo 3 in (76 mm)/50 cal trên tháp pháo nòng đơn có thể đối hạm hoặc phòng không, một khẩu đội 1,1 inch/75 caliber bốn nòng và chín pháo phòng không Oerlikon 20 mm. Vũ khí chống ngầm bao gồm một dàn súng cối chống tàu ngầm Hedgehog Mk. 10 (có 24 nòng và mang theo 144 quả đạn); hai đường ray Mk. 9 và tám máy phóng K3 Mk. 6 để thả mìn sâu.
Nguyên dự định sẽ chuyển giao cho Hải quân Hoàng gia Anh, Wyffels được đặt lườn như là chiếc BDE-6 tại Xưởng hải quân Boston ở Boston, Massachusetts vào ngày 17 tháng 10 năm 1942. Nó được hạ thủy vào ngày 7 tháng 12 năm 1942. Tuy nhiên việc chuyển giao bị hủy bỏ và con tàu được xếp lại lớp thành DE-6 vào ngày 25 tháng 1 năm 1943, đổi tên thành Wyffels vào ngày 19 tháng 2 năm 1943 nhập biên chế cùng Hải quân Hoa Kỳ vào ngày 15 tháng 4 năm 1943 dưới quyền chỉ huy của Hạm trưởng, Đại úy Hải quân Robert Messigner Hinckley, Jr.

## Lịch sử hoạt động

### Hải quân Hoa Kỳ
Sau khi hoàn tất việc chạy thử máy vào cuối tháng 4, 1943, Wyffels khởi hành từ Boston vào ngày 8 tháng 5 để thực hành huấn luyện tại khu vực Bermuda; và sang tháng 6 đã luân phiên các hoạt động từ Norfolk, Virginia với những giai đoạn được bảo trì. Nó khởi hành từ Hampton Roads vào ngày 27 tháng 6 cho chuyến đầu tiên trong tổng số 11 chuyến hộ tống vận tải vượt Đại Tây Dương đến các cảng Địa Trung Hải. Chuyến đi đầu tiên đến Casablanca, Bắc Phi diễn ra mà không gặp sự cố gì, cho dù trong chặng quay trở về nó phải theo dõi những tín hiệu sonar dò được. Vào ngày 29 tháng 7, nó phải rời vị trí trong đội hình đoàn tàu vận tải để bảo vệ cho chiếc tàu chở dầu British Pride, vốn bị tụt lại phía sau do bị hỏng động cơ. Trong vòng nhiều giờ nó phải lượn vòng chung quanh British Pride để bảo vệ trong khi chờ đợi việc sửa chữa; rồi hộ tống chiếc tàu dầu gia nhập trở lại đoàn tàu.
Trong giai đoạn từ tháng 8, 1943 đến tháng 4, 1945, ngoại trừ những đợt tham gia tập trận ngoài khơi bờ biển New England, Wyffels còn thực hiện thêm mười chuyến đi khứ hồi hộ tống các đoàn tàu vận tải đi sang các cảng Bắc Phi.
Vào ngày 11 tháng 5, 1944, Wyffels trải qua hoạt động tác chiến duy nhất của nó trong cuộc chiến tranh. Đang khi hộ tống cho Đoàn tàu UGS-40 bao gồm 56 tàu buôn đang trên đường hướng sang cảng Bizerte, Tunisia, con tàu chuyển sang báo động tác chiến sau khi có lệnh từ chỉ huy đội đặc nhiệm, và màn hình radar của nó bắt được một tốp máy bay đang tiếp cận. Các tàu hộ tống bắt đầu thả màn khói ngụy trang, và chỉ sáu phút sau tàu khu trục Benson (DD-421) rồi đến tàu hộ tống khu trục Evarts (DE-5) bắt đầu nổ súng.
Sau đó thủy thủ trên Wyffels nhìn thấy đợt máy bay đối phương đầu tiên xuất hiện đang bay thấp cách khoảng 4 mi (6,4 km), ba chiếc đang lượn lại ở độ cao khoảng 200 ft (61 m) để tấn công đoàn tàu vận tải. Chiếc tàu hộ tống khai hỏa khi chúng bay ngang qua bên mạn trái tàu. Một lát sau, một kẻ tấn công khác xuất hiện từ làn khói, thả một quả ngư lôi vốn nhắm chệch đích rất xa, rồi biến mất. Đến 21 giờ 24 phút, con tàu nổ súng vào một máy bay ném bom Junkers Ju 88 xuất hiện bên mạn phải tàu ở độ cao 100 ft (30 m). Chịu đựng hỏa lực phòng không bắn chéo từ Wyffels và các tàu khác, chiếc máy bay lượn qua phải chệch khỏi mũi con tàu, bắt đầu bốc cháy và mất độ cao cho đến khi biến mất trong một đám khói đen. Không lâu sau đó, con tàu tiếp tục nổ súng vào một máy bay khác đang vượt qua hàng rào bảo vệ đoàn tàu và hướng về phía mũi  tàu dọc bên mạn phải; đối thủ sau đó biến mất và không có dấu hiệu bị hư hại gì. Các con tàu khác tiếp tục nổ súng trong khoảng 10 phút, và các kẻ tấn công rời đi sau khi không thể đánh trúng bất kỳ mục tiêu nào của đoàn tàu vận tải hay lực lượng hộ tống.
Wyffels đang trên đường quay trở về sau chuyến hộ tống vận tải cuối cùng của nó vào ngày 13 tháng 4, 1945, khi nó được tin Tổng thống Franklin D. Roosevelt qua đời; con tàu hạ thấp cờ để chịu quốc tang vị Tổng tư lệnh. Sau khi được sửa chữa tại Charleston vào cuối tháng 4, nó đi đến Miami, Florida vào ngày 11 tháng 5, và bắt đầu phục vụ tại khu vực ngoài khơi Florida và quần đảo Bahamas như tàu huấn luyện tác xạ căn bản và chống tàu ngầm cho thủy thủ đoàn mới.

### ROCST'ai Kang(F-21)
Wyffels được cho xuất biên chế vào ngày 28 tháng 8, 1945 và được chuyển cho Trung Hoa dân quốc (Đài Loan); con tàu được chính thức chuyển giao vào tháng 2, 1948 và rút tên khỏi danh sách Đăng bạ Hải quân Hoa Kỳ vào ngày 12 tháng 3, 1948.
Con tàu phục vụ cùng Hải quân Trung Hoa dân quốc như là chiếc ROCS T'ai Kang (F-21) cho đến khi bị bán để tháo dỡ vào năm 1972.

## Phần thưởng[1]
|  |             |  |
|  | Bronze star |  |

| Dãi băng Hoạt động Tác chiến (truy tặng) |                                                                              |                                                                              |                                      |
| Huân chương Chiến dịch Hoa Kỳ            | Huân chương Chiến dịch Châu Âu-Châu Phi-Trung Đông với 1 Ngôi sao Chiến trận | Huân chương Chiến dịch Châu Âu-Châu Phi-Trung Đông với 1 Ngôi sao Chiến trận | Huân chương Chiến thắng Thế Chiến II |